# Diidroorotato desidrogenase
Diidroorotato desidrogenase (abreviada na literatura em inglês DHODH, de dihydroorotate dehydrogenase) é uma enzima que em humanos é codificado pelo gene DHODH no cromossomo 16. A proteína codificada por este gene catalisa a quarta etapa enzimática, a oxidação mediada por ubiquinona de diidroorotato a orotato, na de novo biossíntese de pirimidina. Esta proteína é uma proteína mitocondrial localizado na superfície externa da membrana mitocondrial interna (MMI). Inibidores desta enzima são usados para tratar doenças autoimune tais como artrite reumatoide.